# Perú Patria Segura
Perú Patria Segura es un partido político peruano creado el 26 de septiembre de 2013, por exmiembros del partido Cambio 90 encabezados por los ex-congresistas de la República y miembros de la Asamblea Constituyente (1992), Luz Salgado, Andrés Reggiardo, y su hijo el también ex-congresista de la República Renzo Reggiardo. Este partido surge al realizarse el cambio de nombre del partido político Cambio 90, fundado por Alberto Fujimori.

## Historia

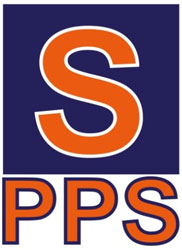
Logo de Perú Patria Segura durante las elecciones regionales y municipales del 2014.

Con el cambio de nombre del partido, además de buscar distanciarse de Keiko Fujimori, busca resaltar el significado de la palabra seguridad, para aspectos como económico, legal, ciudadano e inversión.
El 2014, Salvador Heresi se presentó como candidato a la alcaldía de Lima con Perú Patria Segura, obteniendo el cuarto puesto con 5.943% del total de los votos.
En el 2016 Renzo Reggiardo se postuló como candidato a la presidencia del Perú, pero decidido sacar su candidatura, tras denunciar que hay candidatos "plagados de irregularidades".
En el 2018, Perú Patria Segura postuló a Renzo Reggiardo para la alcaldía de Lima. Estuvo liderando la mayoría de las encuestas a lo largo de toda la campaña, pero la ausencia de Reggiardo en el debate de la alcaldía resultó decisiva en el ascenso de los candidatos Jorge Muñoz y Daniel Urresti, terminando tercero en la elección con el 8.87% de los votos.
El las elecciones parlamentarias de Perú de 2020 quedaron en el puesto 16 al mando de Rafael Santos, sin ocupar algún escaño en el Congreso.

## Resultados electorales

### Elecciones presidenciales
| Año  | Fórmula presidencial | Fórmula presidencial | Fórmula presidencial | Fórmula presidencial      | Votos  | %                | Resultado | Notas                                        |
| Año  | Presidente           | Presidente           | Vicepresidentes      | Vicepresidentes           | Votos  | %                | Resultado | Notas                                        |
| ---- | -------------------- | -------------------- | -------------------- | ------------------------- | ------ | ---------------- | --------- | -------------------------------------------- |
| 2016 |                      | Renzo Reggiardo      | 1.º                  | Miluska Carrasco Gallardo | N/D    | N/D              | N/D       | Decidió retirar su candidatura presidencial. |
| 2016 | 2.º                  | Renzo Reggiardo      | Carlos Vicente Marca |                           | N/D    | N/D              | N/D       | Decidió retirar su candidatura presidencial. |
| 2021 |                      | Rafael Santos        | 1.º                  | Victoria Paredes          | 55 644 | \| \| 0.386 % \| | 17°       | Primera participación electoral del partido. |
| 2021 | 2.º                  | Rafael Santos        | Andrés Reggiardo     |                           | 55 644 | \| \| 0.386 % \| | 17°       | Primera participación electoral del partido. |
|      | 0.386 %              |                      |                      |                           |        |                  |           |                                              |

### Elecciones parlamentarias
|  | 2.37 % |

|  | 0.43 % |

### Elecciones regionales y municipales
| Año  | Gobiernos Regionales                           | Alcaldías Provinciales                         | Alcaldías Distritales                          |
| Año  | Representantes                                 | Representantes                                 | Representantes                                 |
| ---- | ---------------------------------------------- | ---------------------------------------------- | ---------------------------------------------- |
| 2014 | 0/25                                           | 0/196                                          | 4/1874                                         |
| 2018 | 0/25                                           | 0/196                                          | 9/1874                                         |
| 2022 | Participaron en alianza con Renovación Popular | Participaron en alianza con Renovación Popular | Participaron en alianza con Renovación Popular |